# Labeo niloticus
Espèce
Statut de conservation UICN

 LC  : Préoccupation mineure
Labeo niloticus est une espèce de poissons du genre Labeo appartenant à la famille des cyprinidés.